# La conquista delle stelle
per morirne... morirne!...

E m'inondò delle sue lagrime d'amore

la Stella inconsolabile del mio Sogno!»
(Filippo Tommaso Marinetti, da La Conquista delle Stelle)
La Conquista delle Stelle (La Conquête des Êtoiles nel titolo originale) è un poema epico in 19 canti di Filippo Tommaso Marinetti, pubblicato per la prima volta nel 1902.
È la prima opera ufficiale dell'autore, precedente alla fondazione del Futurismo. Il poema è in versi liberi e scritto in lingua francese, venne tradotto in italiano solo nel 1920 ad opera di Decio Cinti. Il primo Marinetti è ancora molto vicino stilisticamente al tardo romanticismo e al simbolismo, ma anticipa alcuni temi fondamentali che saranno ripresi nella sua produzione successiva.
Il testo racconta un'esperienza onirica di cui il Poeta è spettatore. Racconta il tentativo del Mare di conquistare le Stelle. Gli elementi fisici e naturali del mondo marino e celeste vengono personificati nei vari componenti dei rispettivi eserciti, assumendo una forma eroica ma allo stesso tempo mostruosa. L'opera è caratterizzata da lunghe e barocche descrizioni di immagini notevolmente suggestive.
Il poema ottenne un discreto successo di critica in Italia e Francia.

## Trama
Il testo originale è preceduto da una dedica a Gustave Kahn, una citazione dal Paradiso dantesco e una ad Edgar Allan Poe. È suddiviso in 19 canti, per un totale di circa tremila versi.

### Il Canto Augurale dei Marosi(Le Chant Augural des Vagues)
Vengono presentati e descritti i soldati del Mare, appunti i Marosi: sono esseri chiassosi e sgraziati, costretti a vivere al largo in condizione di oppressione. Invidiano e disprezzano le Stelle, che dal cielo deridono le loro sventure; vogliono vendicarsi e si preparano quindi allo scontro. Il canto prosegue con un'invettiva contro i dotti e i loro sillogismi, accusati di essere incapaci di afferrare la verità.

### I Serbatoi della Morte (Les Réservois de la Mort)
Il poeta continua la sua descrizione: nota sul fondo del mare quelle che in un primo momento sembrano essere catene montuose subacquee, ma che si rivelano enormi piramidi fatte di cadaveri; i loro cranii sono rivolti rancorosamente verso le stelle, causa della loro morte.

### L'Esercito (L'Armée)
Viene eseguita una rassegna dei 'corpi speciali' dell'esercito del Mare, fra i quali figurano le Trombe di Mare e i Veterani, e di alcune forze alleate, come Cicloni e Tifoni.

### L'Ordine di Battaglia (L'Ordre de Bataille)
Viene descritta la disposizione dell'esercito radunatosi sul Mare.

### Il Mare Sovrano (La Mer Souveraine)
Dalle profondità del mare emerge l'enorme figura del Mare Sovrano, capo dell'esercito del Mare, che incita i soldati alla battaglia. Impone ai Marosi un glorioso suicidio di massa, i loro corpi ammucchiati serviranno alla creazione di un'immensa montagna in grado di arrivare al cielo.

### Le Cavalleggere del Mare (Les Chevalières de la Mer)
Le Cavalleggere del Mare, sue Figlie, corrono ad annunciare alle Trombe che è il momento di partire.

### Il Suicidio di un Esercito (Le Suicide d'une Armée)
Il Sovrano ordina e le Trombe eseguono il tragico ed eroico massacro dei Marosi, i cui corpi cominciano a formare la montagna.

### La Ribellione dei Liocorni (La Rébellion des Licornes)
I Liocorni al servizio del Mare, assistendo al massacro impietoso dei Marosi, rabbrividiscono e si spaventano. Tentano quindi una fuga, fermata dall'intervento violento dei Veterani.

### I Veterani del Mare Sovrano (Les Vétérans de la Mer Souveraine)
I Veterani affrontano un altro scontro, questa volta contro le Ondate, esseri flaccide e imbelli, anch'esse utili alla creazione della montagna. Le Ondate spaventate tentano la fuga ma vengono comunque catturate e squarciate.

### La Montagna Fatidica (La Montagne Fatidique)
Arriva la Notte: Trombe e Cicloni sono intenti a sorreggere l'instabile montagna di corpi.

### I Venti Pazzi (Les Vents Déments)
Arrivano i violentissimi Venti Pazzi, che con la sua irruenza, senza risparmiare la vita a molti dei Marosi dell'esercito, scava una rampa percorribile sul dorso della montagna.

### La Notte d'Ebano (La Nuit d'Ébène)
La Notte fa calare la tenebra sul Mare, si cominciano a vedere le Stelle affacciate al cielo.

### Il Lampeggiatore d'Oro (L'Éclaireur d'Or)
Giunge il grande cavaliere del mare, in grado di illuminare il cielo con la sua spada lampante. Appare sulla cima della montagna la fortezza delle Stelle, dietro alla quale si stanno radunando gli eserciti della Via Lattea.

### Il gran Cuore di Fosforo (Le grand Coer de Phosphore)
Entrambi gli eserciti sono ormai pronti: il Mare inizia la salita della montagna e le Stelle la sua discesa.

### I Carri da Guerra (Les Chariots de Guerre)
Viene descritta la salita del Mare, sono presenti dei carri da guerra guidati da vecchie streghe bianche.

### Le Fortezze Astrali (Les Forteresses Astrales)
Le Stelle occupano le fortezze presenti nelle cime del cielo, la più importante è la cittadella dell'Infinito.

### La Carica Infernale (La Charge Infernale)
Viene descritto l'assalto del Mare, lo scontro ormai è vicino e la tensione per la battaglia sale.

### L'Urto (Le Choc)
Lo scontro è finalmente arrivato. Le Stelle scagliano delle Folgori contro i Marosi, che però riescono ad avanzare e a distruggere l'esercito delle Stelle. La cittadella dell'Infinito viene conquistata e numerose costellazioni spazzate via.

### Il Bacio di una Stella Morente (Le Baiser d'une Étoile Mourante)
Lo scontro è ormai terminato, la Notte si placa e arriva l'Alba. Il poeta trova sulla riva del Mare una Stella morente e la bacia, venendo inondato dalle sue lacrime.

## LeStellein Marinetti
Il tema delle Stelle verrà ripreso dallo stesso Marinetti in alcune sue opere successive, in particolare Destruction (1904) e Fondazione e Manifesto del Futurismo (1909), che lo riprende in due punti. In posizione iniziale:
«Un immenso orgoglio gonfiava i nostri petti, poiché ci sentivamo soli, in quell’ora, ad esser desti e ritti, come fari superbi o come sentinelle avanzate, di fronte all’esercito delle stelle nemiche, occhieggianti dai loro celesti accampamenti. Soli coi fuochisti che s’agitano davanti ai forni infernali delle grandi navi, soli coi neri fantasmi che frugano nelle pance arroventate delle locomotive lanciate a pazza corsa, soli cogli ubriachi annaspanti, con un incerto batter d’ali, lungo i muri della città.»
e in posizione conclusiva:
«Ritti sulla cima del mondo, noi scagliamo, una volta ancora, la nostra sfida alle stelle!... »

## Edizioni
- F.T. Marinetti, La Conquête des Étoiles. Poème épique, Parigi, Éditions de la Plume, 1902
- F.T. Marinetti, La Conquête des Étoiles. Poème épique, Parigi, Bibliothèque Internationale d’éditions E. Sansot et C., 1909
- F.T. Marinetti, La Conquista delle Stelle. Poema epico, trad. D. Cinti, Milano, Sonzogno, 1920